# Aloe boscawenii
Aloe boscawenii é uma espécie de liliopsida do gênero Aloe, pertencente à família Asphodelaceae.